# Ryszard Czubaczyński
Ryszard Marian Czubaczyński (ur. 8 września 1938 w Brodach) – polski polonista, scenarzysta, a także dziennikarz i muzealnik. W latach 1988–2011 dyrektor Muzeum Miasta Łodzi.

## Życiorys
Absolwent liceum im. Bolesława Prusa w Skierniewicach (1955). Ukończył filologię polską na Uniwersytecie Łódzkim (1960).
Z ruchem artystycznym związał się już w trakcie studiów. W latach 1959–1963 współpracował z łódzkim Studenckim Teatrem Satyryków (STS) „Pstrąg” jako aktor i autor tekstów, a od 1967 także kierownik literacki. W roku 1971 związał się z klubem studenckim "Pod siódemkami", którym kierował i dla którego tworzył programy artystyczne. Był też scenarzystą i autorem tekstów piosenek dla innych teatrów studenckich. Współpracował również z licznymi kabaretami studenckimi, m.in. z „Figą”, „Agawą” i „U Bena”. W czasach tych pracował również jako nauczyciel języka polskiego.
W latach 1972–1983 pracował jako redaktor oraz twórca programów w Ośrodku Telewizyjnym Łódź, gdzie stworzył scenariusz cyklu Dobry wieczór, tu Łódź oraz innych programów rozrywkowych, m.in.: Pory roku w piosence, Canzony włoskie i sycylijskie, Romance hiszpańskie. W latach 1984–1985 był związany z „Estradą Łódzką”, którą kierował jako dyrektor naczelny i artystyczny.
Ponadto pisał teksty piosenek dla wielu wykonawców do muzyki m.in. takich kompozytorów jak: Andrzej Brzozowski, Kostas Dzokas, Jerzy Grunwald, Piotr Hertel, Wojciech Kacperski, Piotr Kałużny, Włodzimierz Korcz, Janusz Koman, Sławomir Kowalewski, Marian Lichtman, Czesław Majewski, Piotr Marczewski, Jerzy Milian, Ryszard Poznakowski, Urszula Rzeczkowska, Bernard Sołtysik, Jacek Szczygieł, Maciej Śniegocki, Wojciech Trzciński, Juliusz Wacławski, Andrzej Żylis; wiele z tych utworów zostało nagrodzonych.
Piosenki z jego tekstami usłyszeć można m.in. w wykonaniu takich wokalistów jak: Bogdan Czyżewski, Eleni, duet Framerowie, Jerzy Grunwald, Happy End, Anna Maria Jopek, Zofia Kamińska, Maria Koterbska, Kazimierz Kowalski, Stenia Kozłowska, Jacek Lech, Alicja Majewska, Lucyna Owsińska, Aleksander Pieczul, Jerzy Połomski, zespół Pro Contra, Krystyna Prońko, Danuta Rinn, Tadeusz Ross, Lidia Stanisławska, Jadwiga Strzelecka, zespół Trubadurzy, Irena Woźniacka.
Napisał libretto do musicalu Pinokio na motywach baśni Carla Collodiego (muz. W. Korcz) wystawionego w teatrach muzycznych w Gdyni (reż. Bernard Szyc) i Gliwicach (reż. Paweł Gabara).
W latach 1984–1988 był dyrektorem Wydziału Kultury i Sztuki Urzędu Miasta Łodzi, a od września 1988 roku pełnił funkcję dyrektora Muzeum Miasta Łodzi.
Jest autorem albumu o Muzeum Miasta Łodzi Pałac Muzeum (Łódź 2003, ISBN 83-87434-31-0).

## Nagrody
- II nagroda na Międzynarodowym Festiwalu Kultury Studenckiej za piosenki „Zielony pejzaż” i „Modlitwa”
- 1972 – I nagroda na Telewizyjnej Giełdzie Piosenki za piosenkę „Jeszcze za wcześnie, jeszcze nie teraz”
- 1972 – wyróżnienie na Krajowym Festiwalu Polskiej Piosenki w Opolu za tekst piosenki „Nie obiecuj, nie przyrzekaj”
- 1973 – I nagroda na Telewizyjnej Giełdzie Piosenki za „Jeszcze dzionek zaczekam”
- 1974 – I nagroda na Telewizyjnej Giełdzie Piosenki za utwór „Żeby choć słowo”

## Odznaczenia
- Krzyż Oficerski Orderu Odrodzenia Polski (2009)[3]
- Krzyż Kawalerski Orderu Odrodzenia Polski (2003)[4]
- Srebrny Krzyż Zasługi (1978)
- Medal „Za zasługi dla obronności kraju” (1982)
- Medal 40-lecia Polski Ludowej (1984)
- Medal „Opiekun Miejsc Pamięci Narodowej” (1987)
- Srebrny Medal „Zasłużony Kulturze Gloria Artis” (2010)[5]

## Najważniejsze piosenki
- „Bal na dwoje serc” (muz. A. Brzozowski)
- „Jak ci to powiedzieć” (muz. W. Korcz)
- „Jeszcze dzionek zaczekam” (muz. B. Sołtysik)
- „Jeszcze za wcześnie, jeszcze nie teraz” (muz. J. Szczygieł)
- „Mój mężczyzna musi mieć swój styl” (muz. P. Hertel)
- „Na miłość nigdy nie jest za późno” (muz. A. Brzozowski)
- „Nie obiecuj, nie przyrzekaj” (muz. W. Korcz)
- "Nie warto o tym mówić" (muz. A. Żylis)
- „Po złocie, po zieleni” (muz. C. Majewski)
- „Świat starych filmów” (muz. A. Brzozowski, B. Sołtsik)
- „Ty jak niebo – ja jak obłok” (muz. P. Kałużny)
- „Zielony pejzaż” (muz. P. Hertel)
- „Żeby choć słowo” (muz. W. Korcz)